# Districtul Zighoud Youcef
Zighoud Youcef este un district din provincia Constantine, Algeria.